# Résistance de Tihama
Ne doit pas être confondu avec Résistance populaire (Yémen) ou Résistance nationale (Yémen).

Carte de la situation actuelle de la guerre civile du Yémen.
Territoire contrôlé par les loyalistes.
Territoire contrôlé par les Houthis.
Territoire contrôlé par les djihadistes d'AQPA et de l'EI au Yémen.
Territoire contrôlé par le Conseil de transition du Sud.

La Résistance de Tihama (arabe : مقاومة تهامة) est un groupe armé actif lors de la guerre civile yéménite. Le groupe soutient le président Abdrabbo Mansour Hadi.
La Résistance de Tihama combat les Houthis dans la région d'al-Hodeïda. Elle prend ainsi part à la bataille d'al-Hodeïda.